# Liwa Shuhada al-Qaryatayn
Liwa Shuhada al-Qaryatayn  (arabe : لواء شهداء القريتين, « La Brigade des martyrs d'Al-Qaryatayn » ) est un groupe rebelle de la guerre civile syrienne.

## Histoire
En 2017, le groupe est basé dans la région d'al-Tanaf et participe à l'offensive d'al-Hamad contre l'État islamique avant de tenter de s'opposer à l'offensive d'al-Tanaf menée par les loyalistes,,.
Le 27 juillet 2017, les États-Unis annoncent qu'ils cessent de soutenir le groupe rebelle Liwa Shuhada al-Qaryatayn, qu'ils avaient entraîné et armé, pour avoir mené des patrouilles en dehors de la « zone de déconfliction » et pour avoir mené « de manière unilatérale, sans autorisation ou coordination de l'armée américaine ou de la coalition [...] des activités qui n'étaient pas dirigées contre l'EI », mais contre le régime.